# Stary Hipolitów
Stary Hipolitów – część wsi Hipolitów, położony w Polsce  w województwie mazowieckim, w powiecie żyrardowskim, w gminie Wiskitki.
W latach 1975–1998 miejscowość należała administracyjnie do województwa skierniewickiego.